# Diatomeeën

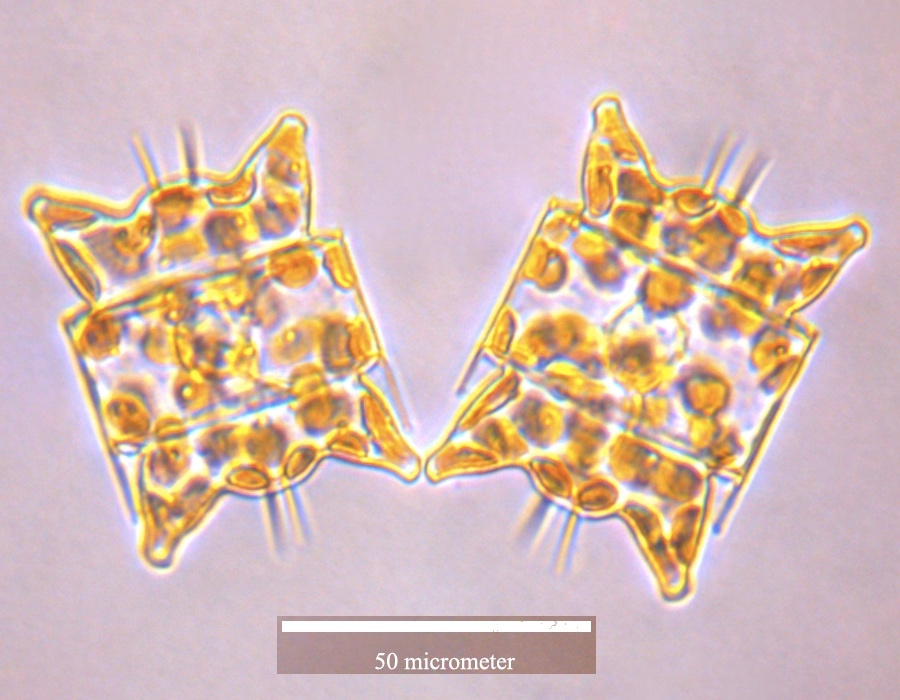
Odontella aurita onder de microscoop

Diatomeeën of kiezelwieren (Bacillariophyceae) zijn een grote groep van eencellige algen, met een exoskelet van siliciumdioxide (SiO2). Diatomeeën vormen een aanzienlijk deel van de biomassa op aarde. Via fotosynthese zijn ze verantwoordelijk voor ongeveer 20 tot 50 procent van de totale zuurstofproductie op aarde. Diatomeeën komen algemeen voor in zout, brak en zoet water en daarnaast zijn er verscheidene soorten die in vochtige bodems leven.
De groep telt ongeveer 15.000 soorten, die variëren in grootte van 10 tot 100 micrometer. Kiezelwieren zijn, net als planten, fotoautotroof, dat wil zeggen dat ze voor hun organische voedingsstoffen zelfvoorzienend zijn. Ze staan als producenten aan het begin van de voedselketen, en zorgen voor ongeveer de helft van de primaire productie in de oceanen.

## Morfologie
Kiezelwieren hebben een exoskelet (uitwendig kiezelskelet) dat uit twee helften bestaat, die als doos en deksel in elkaar passen. Een van de helften heeft een spleet (rafe), waardoor het kiezelwier voedingsstoffen uit zijn milieu opneemt en afvalstoffen van zijn stofwisseling afscheidt.

## Voortplanting
De voortplanting geschiedt vooral langs vegetatieve weg, door celdeling. De skelethelft afkomstig van de moedercel is daarbij altijd de buitenste schil. Dit heeft tot gevolg dat de dochtercel die uit de grootste skelethelft is ontstaan uiteindelijk even groot zal worden als de moedercel, maar dat de dochtercel die uit de kleinere schil ontstaat iets kleiner zal blijven. Op den duur zouden sommige cellen daardoor kleiner en kleiner worden, maar dat wordt voorkomen doordat af en toe een fase van geslachtelijke voortplanting wordt ingelast, waarbij de daaruit voortkomende cellen weer de maximale grootte kunnen bereiken. Zodra er voldoende nutriënten in het water aanwezig zijn, kunnen diatomeeën zich snel vermenigvuldigen. Er wordt dan van diatomeeënbloei gesproken

## Diatomeeën als voedselbron
Diatomeeën hebben een enigszins bruingroene kleur, omdat de groene kleur van het chlorofyl door andere kleurstoffen wordt gemaskeerd. Kiezelwieren vormen het voedsel van een groot deel van het (heterotrofe) zoöplankton.

## Diatomeeënaarde als grondstof
Onder gunstige omstandigheden kunnen de exoskeletten van afgestorven kiezelwieren zich ophopen tot zogenaamd 'diatomeeënslik', ook diatomeeënmat genoemd. Dit slik kan zowel in zee (marien) als in zoet water (lacustrien) worden afgezet. Diatomeeënslik is ook uit afzettingslagen in de diepzee bekend. Boven de grondwaterspiegel kan uit dit slik, door ontwatering en compactie, diatomeeënaarde ontstaan.

## Diatomeeën in paleo-ecologisch onderzoek en de geologie
Omdat diatomeeën goede milieu-indicatoren zijn en snel reageren op milieuveranderingen, worden fossiele diatomeeën veel gebruikt bij paleo-ecologisch onderzoek. Er bestaat in Nederland een lange paleo-ecologische onderzoekstraditie. Milieureconstructies die werden gebruikt voor het tekenen van de geologische kaart van Nederland, zijn gebaseerd op onderzoek aan afzettingen van diatomeeën uit het Holoceen en het Laat Pleistoceen.
Fossiele overblijfselen tonen aan dat diatomeeën sinds het Jura-tijdperk overvloedig op aarde aanwezig zijn. Mogelijkerwijs is de uitstervingscatastrofe, aan het eind van het voorafgaande Perm-tijdvak, een belangrijke factor geweest bij de opkomst van deze groep autotrofe, eukaryote eencelligen.

## Mogelijke toepassingen in de scheikunde
Sinds enige tijd staan diatomeeën in de belangstelling bij chemici. Diatomeeën bouwen hun siliciumhoudende skelet mede met behulp van enzymen en andere eiwitten, op een manier die veel nauwkeuriger gereguleerd is dan de industriële synthese van siliciumhoudende organische materialen (siliconen). Bovendien vinden de natuurlijke, biochemische reacties, dankzij de natuurlijke enzymwerking in de kiezelwieren, plaats onder "normale" temperatuur, druk en pH, terwijl de industriële synthese plaatsvindt bij hoge temperaturen, hoge druk, en zeer hoge of juist lage pH-waarden. Scheikundigen kunnen de biochemische processen die diatomeeën gebruiken nog niet reproduceren in het laboratorium.

## Toepassingen in de gerechtelijke geneeskunde
In de forensische geneeskunde wordt de aanwezigheid van diatomeeën in de luchtwegen gebruikt als indicatie voor dood door verdrinking.

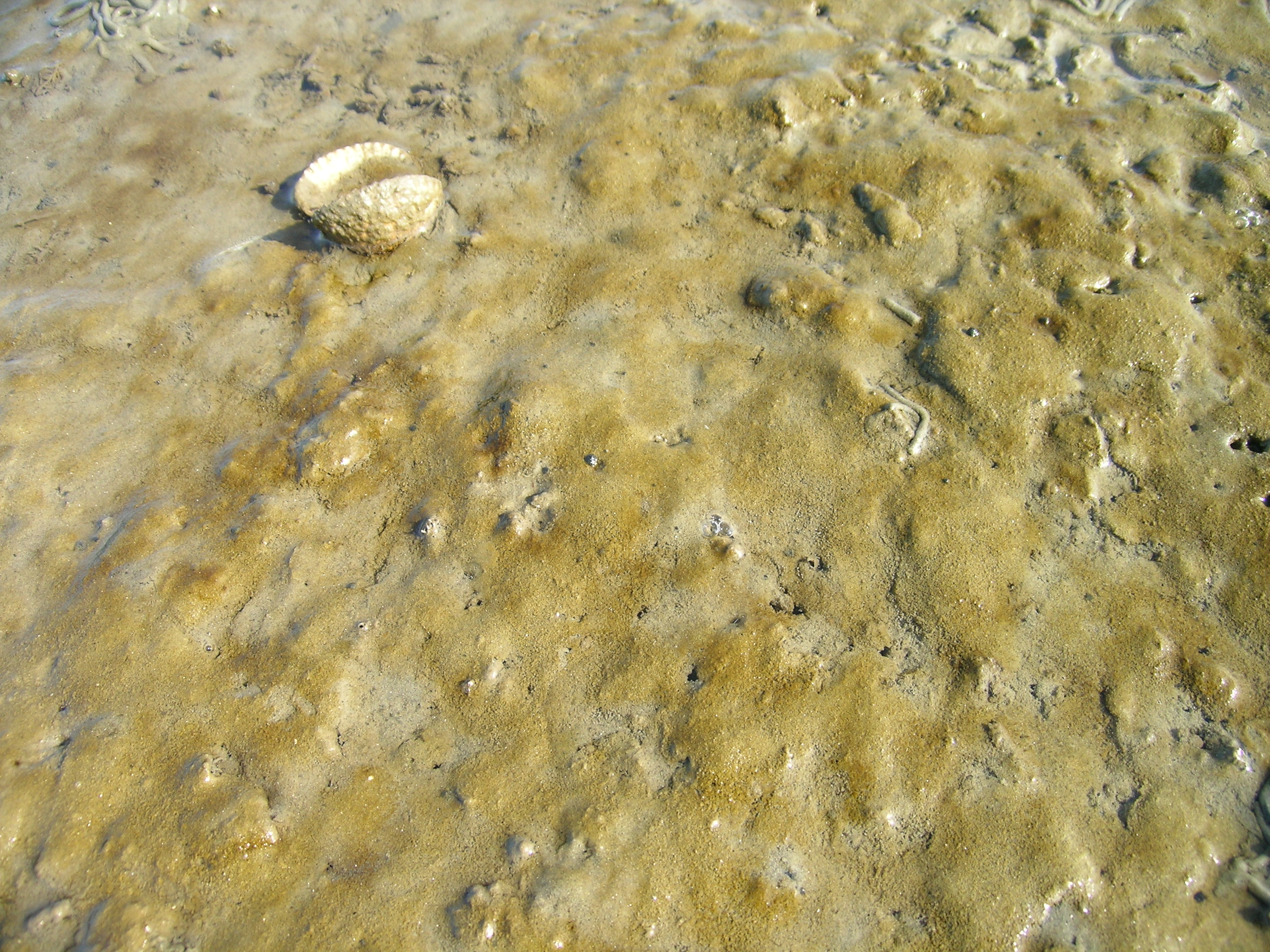
Een diatomeeënmat
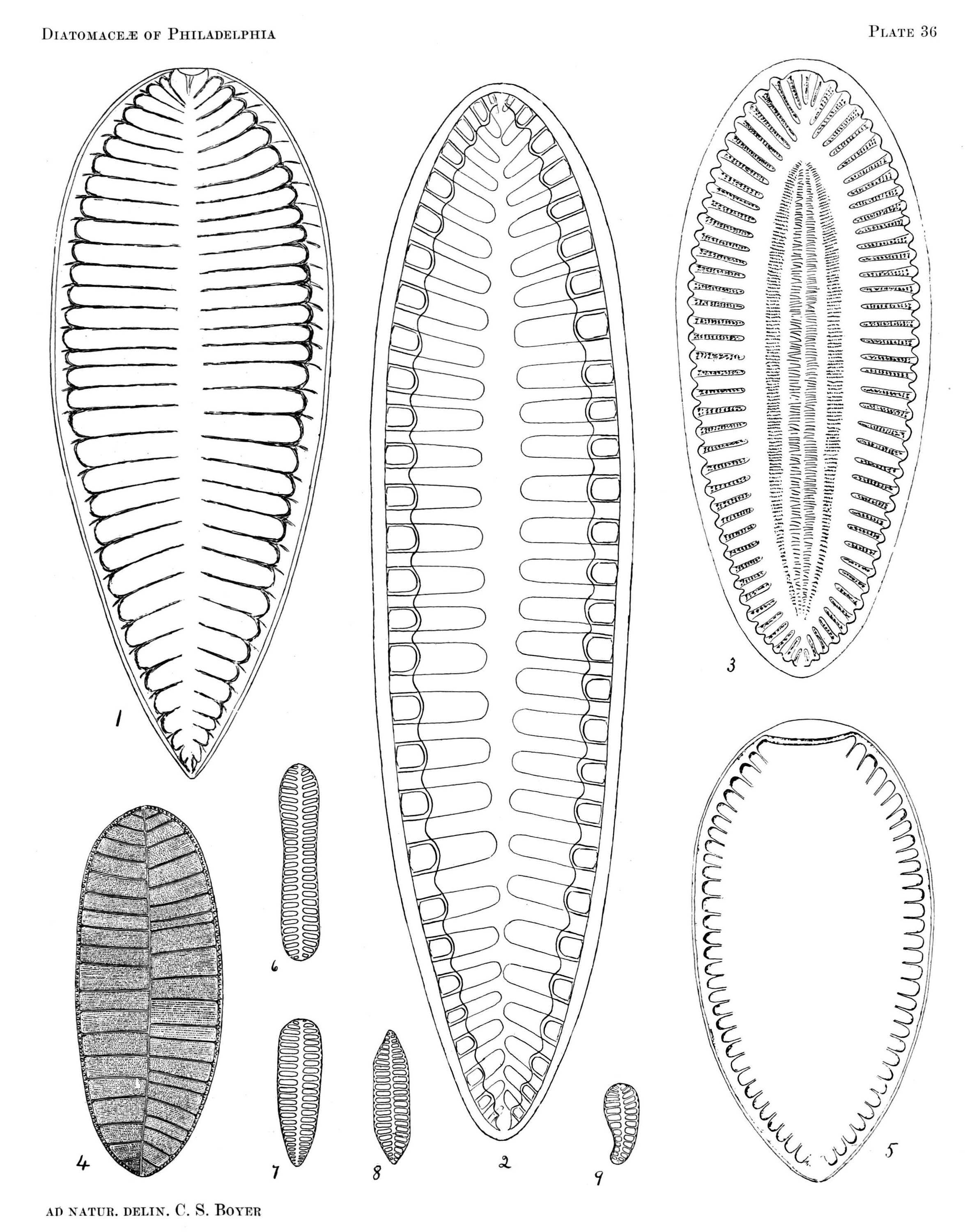
Enkele soorten van het geslacht Surirella

bruinwieren (Phaeophyta) · kranswieren (Charophyta) · Chlorarachniophyta · Cryptomonadae = Cryptophyta · Cyanidiophyta · diatomeeën (Bacillariophyta) · dinoflagellaten (Dinoflagellata) · Euglenozoa = Euglenoida · Glaucophyta · goudwieren (Chrysophyta) · groenwieren (Chlorophyta) · Haptomonadae = Haptophyta = Prymnesiophyta · Picobiliphyta · Prasinophyta · roodwieren (Rhodophyta) · Xanthophyta